# Pennine Bridleway

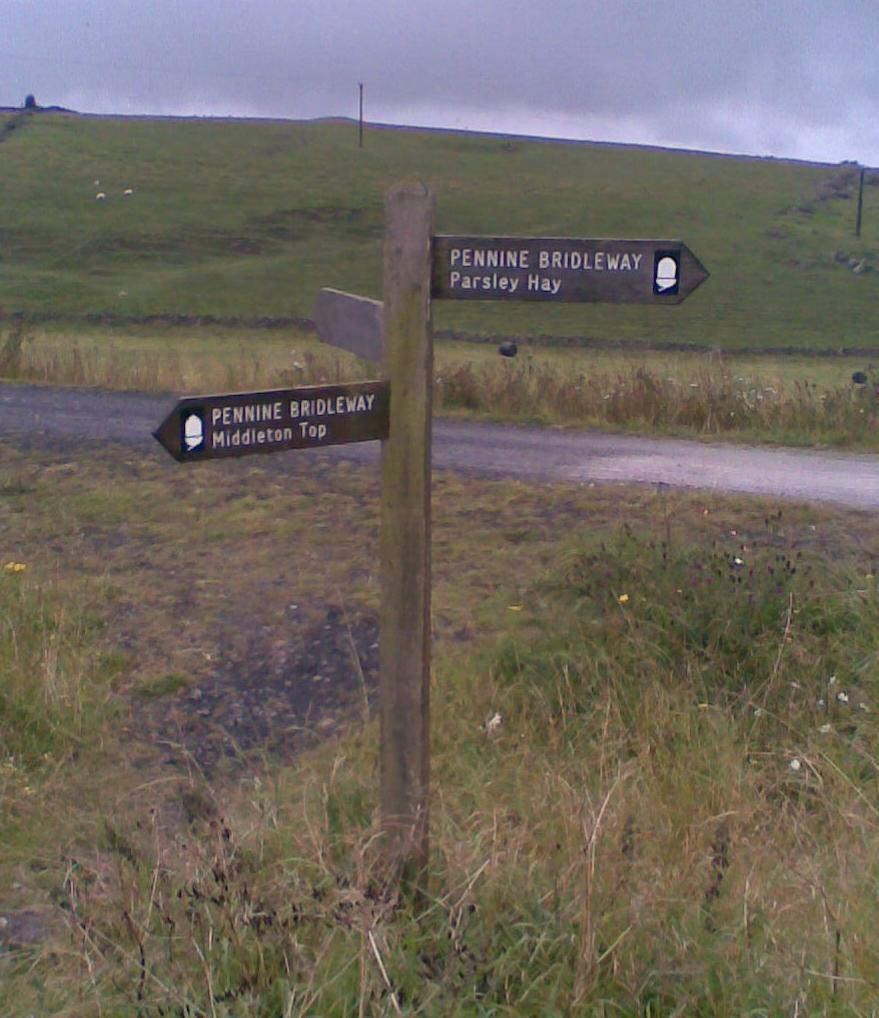

De Pennine Bridleway is een langeafstandswandelpad (National Trail) in Engeland. Het pad is 330 kilometer lang en loopt door Noord-Engeland. Het loopt van Middleton-by-Wirksworth naar Ravenstonedale.